# Marcantonio Gozzadini
Marcantonio Gozzadini (ur. w 1574 w Bolonii, zm. 1 września 1623 w Rzymie) – włoski kardynał.

## Życiorys
Urodził się w 1574 roku w Bolonii, jako syn Tommasa Gozzadiniego i Olimpii Bianchini. Studiował na Uniwersytecie Bolońskim, gdzie uzyskał doktorat utroque iure. Został szambelanem papieskim i kanonikiem bazyliki watykańskiej. 21 lipca 1621 roku został kreowany kardynałem prezbiterem i otrzymał kościół tytularny Sant’Eusebio. 25 października 1621 roku został wybrany biskupem Tivoli, a 13 marca 1622 roku przyjął sakrę. W następnym roku został przeniesiony do diecezji Faenza. Zmarł 1 września 1623 roku w Rzymie.